# Aknasugatag község
Aknasugatag község (románul: Comuna Ocna Șugatag) község Máramaros megyében, Romániában. Központja Aknasugatag, beosztott falvai Bréb, Falusugatag, Hotinka.

## Népessége
A 2011-es népszámlálás adatai alapján a község népessége 3853 fő volt.